# Zażartka drzewna
Zażartka drzewna (Himacerus apterus) – gatunek pluskwiaka z podrzędu różnoskrzydłych, rodziny zażartkowatych i podrodziny Nabinae. Zamieszkuje palearktyczną Eurazję od Półwyspu Iberyjskiego po Wyspy Japońskie; ponadto zawleczony został do nearktycznej części Ameryki.

## Taksonomia
Gatunek ten opisany został po raz pierwszy w 1798 roku przez Johana Christiana Fabriciusa pod nazwą Reduvius apterus. Jako lokalizację typową wskazano Francję.

## Morfologia
Pluskwiak o krępym, w zarysie rozszerzonym ku tyłowi ciele długości od 8 do 11 mm.
Ubarwienie głowy jest brunatne. Czteroczłonowe czułki są tak długie jak ciało lub trochę od niego dłuższe, jasne z przyciemnieniem u podstawy pierwszego członu i czarną obrączką na wierzchołku członu drugiego. Pierwszy człon czułków jest tak długi jak głowa, a drugi dłuższy od przedplecza. Skronie są prawie równoległe. Kłujka jest silnie ku dołowi wygięta.
Przednia część przedplecza jest wypukła, zaokrąglona i ciemnobrunatna, tylna zaś płaskawa, rozszerzona i rudawa z ciemniejszym nakrapianiem. Tarczka jest czarniawa. Występują formy długoskrzydłe, krótkoskrzydłe i pośrednie. Przykrywka jest żółtobrunatna do rudawej z ciemniejszym nakrapianiem. Zakrywka form długoskrzydłych jest biała z brunatnymi plamami i żyłkami, u form krótkoskrzydłych i pośrednich bez żyłek. Odnóża są jasne z brunatnymi plamkami na udach, czasem formującymi niewyraźne przepaski oraz z trzema brunatnymi obrączkami na przednich goleniach i dwiema takimi obrączkami na goleniach środkowych i tylnych. Przednie uda są na tyle długie, że dochodzą do nasady czułków. Tylne golenie mają szczecinki nawet dwukrotnie dłuższe niż grubość tychże.
Odwłok ma listewki brzeżne uniesione ku górze, niewydzielone od spodu bruzdami, czarne z żółtobrązowymi, pomarańczowoczerwonymi lub rudobrunatnymi plamami. Przy bocznych brzegach sternitów leży szereg błyszczących kropek.

## Ekologia i występowanie
Owad ten zasiedla liściaste, mieszane i iglaste lasy, zarośla, parki i ogrody. Osobniki dorosłe bytują niemal wyłącznie na drzewach i krzewach, dwa pierwsze stadia larwalne głównie na roślinach zielnych, a larwy późniejszych stadiów preferują już rośliny drzewiaste. Wszystkie stadia są drapieżnikami wysysającymi drobne bezkręgowce o miękkim oskórku, najczęściej ich ofiarami padają mszyce i roztocze.
Samice składają jaja do tkanek roślinnych. Jaja są stadium zimującym. Larwy lęgną się w maju lub czerwcu. Stadia larwalne są cztery. Dorosłość osiągają zwykle w lipcu, rzadziej w czerwcu lub sierpniu. Postacie dorosłe przeżywają do późnej jesieni, zwykle do końca października; sporadycznie zdarza się im przezimować, ale nie stwierdzono by przystępowały później do rozrodu.
Gatunek pierwotnie palearktyczny, należący do pacyficzno-atlantyckiego elementu faunistycznego. W Europie znany jest z Portugalii, Hiszpanii, Andory, Wielkiej Brytanii, Francji, Belgii, Holandii, Luksemburga, Niemiec, Szwajcarii, Liechtensteinu, Austrii, Włoch, Danii, Estonii, Łotwy, Litwy, Polski, Czech, Słowacji, Węgier, Białorusi, Ukrainy, Mołdawii, Rumunii, Bułgarii, Bośni i Hercegowiny, Serbii, Macedonii Północnej, Grecji oraz europejskich części Rosji i Turcji. W Azji podawany jest z syberyjskiej i dalekowschodniej części Rosji, Gruzji, Kazachstanu, Iranu, Chin, Korei i Japonii. Ponadto zawleczony został do Kanady w nearktycznej Ameryce Północnej.